# Gastone Prendato
Gastone Prendato (ur. 4 marca 1910 w Padwie; zm. 27 października 1980 w Padwie) – włoski piłkarz, grający na pozycji pomocnika, trener piłkarski.

## Kariera piłkarska

### Kariera klubowa
W 1926 rozpoczął karierę piłkarską w drużynie Petrarca. Potem występował w klubach Padova i Fiorentina. W sezonie 1935/36 bronił barw Juventusu. Następnie do 1946 roku grał w klubach Roma, ponownie Padova, San Donà, Trento i Ravenna.

### Kariera reprezentacyjna
2 kwietnia 1933 roku debiutował we włoskiej reprezentacji B w meczu przeciwko Szwajcarii B. To był jego jedyny występ.

## Kariera trenerska
W 1938 roku jeszcze będąc piłkarzem łączył funkcje trenerskie w San Donà, Adriese i Ravenna. Od 1951 do 1966 prowadził kluby Padova, Fanfulla, Trapani, Cosenza oraz ponownie Trapani i San Donà.

## Sukcesy i odznaczenia

### Sukcesy klubowe
Padova
- król strzelców Serie B: 25 goli (1930/31)